# イシカゲガイ
イシカゲガイ（Clinocardium buellowi）は、マルスダレガイ目ザルガイ科の二枚貝。イシガキガイとも呼ぶが、標準和名はイシカゲガイである。食用。

## 分布
北海道から九州にかけての内湾。水深10 - 50メートルの砂泥底に生息。

## 形態
殻長5.5センチ。殻は前後に広い卵型でよく膨らむ。32本前後の放射円肋があり、肋間は狭い。後背縁に平行な溝があり、やや広い楯面ができる。小月面は浅くくぼみ、右の殻が広い。殻の内側は白色。

## 人との関わり
肉は白く、やわらかい。寿司種に利用される。